# Tour de France de 1936
O Tour de France 1936, que foi a trigésima versão da competição foi realizado entre 7 de julho e 2 de agosto de 1936.
Dos 90 ciclistas que largaram, só chegaram em Paris 43 ciclistas com nenhuma equipe conseguindo acabar com a prova com todos os seus membros.
Foi percorrida a distância de 4.418 km, a prova foi dividida em 21 etapas. O vencedor alcançou uma velocidade média de 31,045 km / hora.

## Resultados

### Classificação geral

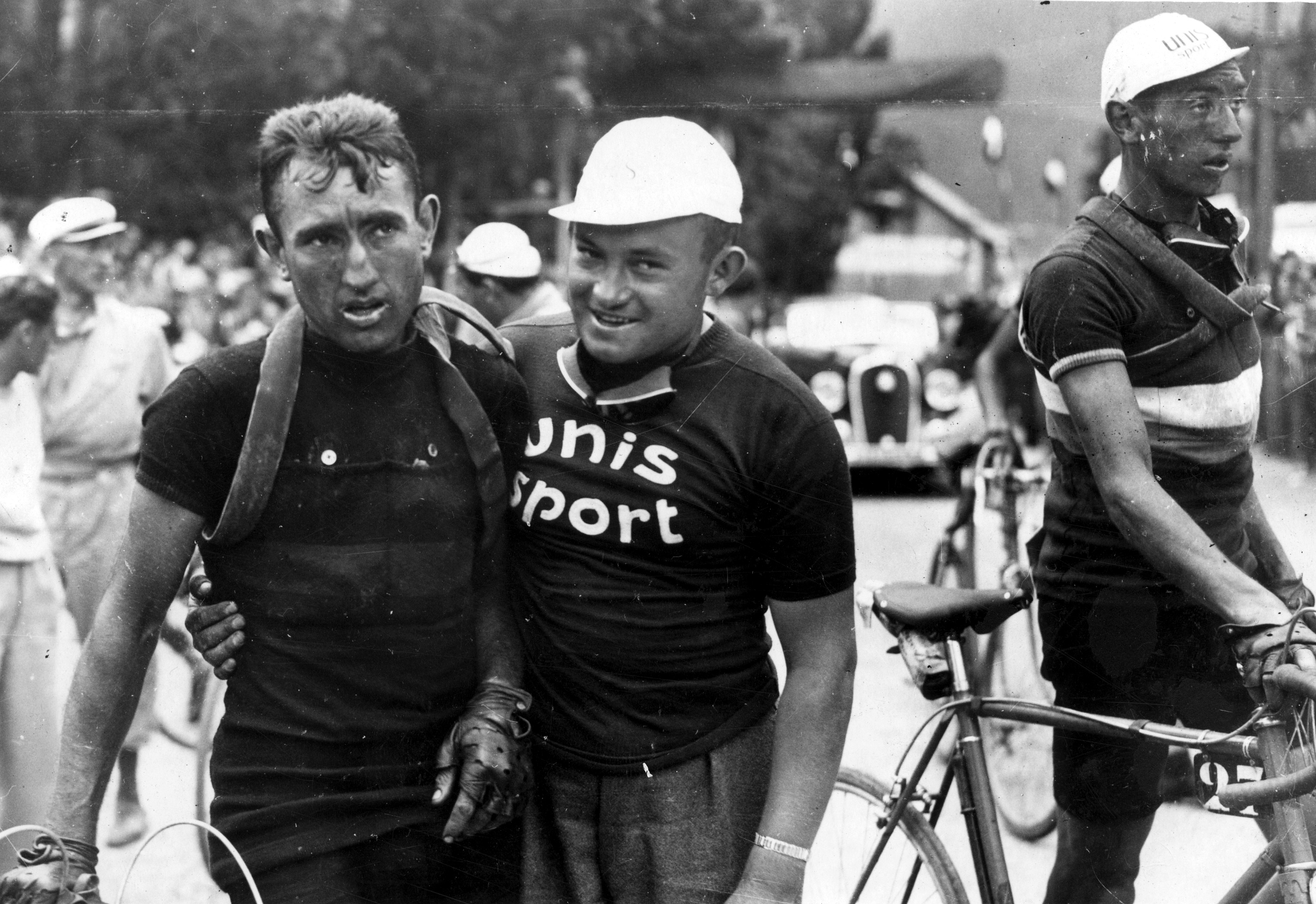
Sylvère Maes
8ª etapa Grenoble-Briançon

| Posição | Nome               | País       | Tempo (Velocidade média) |
| ------- | ------------------ | ---------- | ------------------------ |
| 1       | Sylvère Maes       | Bélgica    | 142h 47' 32" (30.65)     |
| 2       | Antonin Magne      | França     | 26' 55"                  |
| 3       | Félicien Vervaecke | Bélgica    | 27' 53"                  |
| 4       | Pierre Clemens     | Luxemburgo | 42' 42"                  |
| 5       | Arsène Mersch      | Luxemburgo | 52' 52"                  |
| 6       | Mariano Canardo    | Espanha    | 1h 03' 04"               |
| 7       | Mathias Clemens    | Luxemburgo | 1h 10' 44"               |
| 8       | Leo Amberg         | Suíça      | 1h 19' 13"               |
| 9       | Marcel Kint        | Bélgica    | 1h 22' 25"               |
| 10      | Léon Level         | França     | 1h 27' 57"               |

### Etapas
| Etapa   | Percurso                      | km      | Vencedor etapa     | Líder na classificação geral |
| 1ª      | Paris-Lille                   | 258     | Paul Egli          | Paul Egli                    |
| 2ª      | Lille-Charleville-Mézières    | 192     | Robert Wierinckx   | Maurice Archambaud           |
| 3ª      | Charleville-Mézières-Metz     | 161     | Mathias Clemens    | Arsène Mersch                |
| 4ª      | Metz-Belfort                  | 220     | Maurice Archambaud | Maurice Archambaud           |
| 5ª      | Belfort-Évian-les-Bains       | 298     | René Le Grevès     | Maurice Archambaud           |
| 6ª      | Évian-les-Bains-Aix-les-Bains | 212     | Eloi Meulenberg    | Maurice Archambaud           |
| 7ª      | Aix-les-Bains-Grenoble        | 230     | Theo Middelkamp    | Maurice Archambaud           |
| 8ª      | Grenoble-Briançon             | 194     | Jean-Marie Goasmat | Sylvère Maes                 |
| 9ª      | Briançon-Digne-les-Bains      | 220     | Léon Level         | Sylvère Maes                 |
| 10ª     | Digne-les-Bains-Nice          | 156     | Paul Maye          | Sylvère Maes                 |
| 11ª     | Nice-Cannes                   | 126     | Federico Ezquerra  | Sylvère Maes                 |
| 12ª     | Cannes-Marselha               | 195     | René Le Grevès     | Sylvère Maes                 |
| 13ª (a) | Marselha-Nimes                | 112     | René Le Grevès     | Sylvère Maes                 |
| 13ª (b) | Nimes-Montpellier             | 52 (CR) | Sylvère Maes       | Sylvère Maes                 |
| 14ª (a) | Montpellier-Narbona           | 103     | René Le Grevès     | Sylvère Maes                 |
| 14a (b) | Narbona-Perpignan             | 63 (CR) | Sylvère Maes       | Sylvère Maes                 |
| 15ª     | Perpignan-Luchon              | 325     | Sauveur Ducazeaux  | Sylvère Maes                 |
| 16ª     | Luchon-Pau                    | 194     | Sylvère Maes       | Sylvère Maes                 |
| 17ª     | Pau-Bordeaux                  | 229     | René Le Grevès     | Sylvère Maes                 |
| 18ª (a) | Bordeaux-Saintes              | 117     | Eloi Meulenberg    | Sylvère Maes                 |
| 18ª (b) | Saintes-La Rochelle           | 75 (CR) | Sylvère Maes       | Sylvère Maes                 |
| 19a (a) | La Rochelle-La Roche-sur-Yon  | 81      | Marcel Kint        | Sylvère Maes                 |
| 19ª (b) | La Roche-sur-Yon-Cholet       | 65 (CR) | Félicien Vervaecke | Sylvère Maes                 |
| 19ª(c)  | Cholet-Angers                 | 67      | Paul Maye          | Sylvère Maes                 |
| 20ª(a)  | Angers-Vire                   | 204     | René Le Grevès     | Sylvère Maes                 |
| 20ª(a)  | Vire-Caen                     | 55 (CR) | Antonin Magne      | Sylvère Maes                 |
| 21ª     | Caen-Paris                    | 234     | Arsène Mersch      | Sylvère Maes                 |

CR = Contra-relógio individual
CRE = Contra-relógio por equipes